# Хана Ламдан
Хана Ламдан (Лернер) (івр. חנה למדן; 5 січня 1905, Ширівці, Хотинський повіт, Бессарабська губернія — 10 квітня 1995, Холон, Ізраїль) — ізраїльська політик, депутатка Кнесету (1949—1955, 1957—1961, 1962—1965 роки).

## Біографія
Хана Лернер народилася в Ширівцях (нині Чернівецької області) в родині бакалійника Мехла Крокушанського і його дружини Марєм Аронівни Рапопорт. Вона навчалася в гімназії у Новоселиці. До підмандатної Палестини Хана Лернер переїхала у 1926 року. Була членом соціалістичних сіоністських Га-шомер Гацаїр та Ахдут ха-Авода, активісткою Гістадрута. Також вона входила до робітничої ради Тель-Авіва. А в 1937—1940 роках була головою її жіночої фракції. У 1944—1949 роках також член секретаріату ради жінок-робітниць.
У 1948 році Хана Лернер увійшла до МАПАМ і в наступному році була обрана до Кнесету першого скликання. Потім її переобрали в 1951 році. У 1953 році покинула МАПАМ і разом з Давидом Лівшицем заснувала партію Сіа Білті Талуя бе-Ахдут ха-Авода, а в 1954 році знову приєдналася до МАПАЙ. Втратила депутатський портфель в 1955 році, але знову обрана до кнесету в 1957 році і в потім ще раз — у 1962 році. У 1965 році знову покинула МАПАЙ і стала одним з організаторів РАФІ.
Син — підприємець Хен Ламдан, власник холдингу Lamdan.